# Ganganhal, Kushtagi
Ganganhal là một làng thuộc tehsil Kushtagi, huyện Koppal, bang Karnataka, Ấn Độ.